# Skogssvala
Skogssvala (Atronanus fuliginosus) är en fågel i familjen svalor inom ordningen tättingar.

## Utseende och läte
Skogssvalan är en unik liten och kompakt svala med en kort, mestadels tvärt avskuren stjärt. Den är övervägande sotbrun, hos framför allt vuxna hanar mer bjärt rostrött på strupen. Den är ytligt sett lik tvärstjärtad svala, men flykten är unikt fladdermuslik och fjäderdräkten är i bra ljus mer brunaktig med ibland roströd strupe. Lätet är ett kort och strävt ljud.

## Utbredning och systematik
Skogssvalan förekommer i låglandsskogar i östra Nigeria, södra Kamerun och Gabon. Den behandlas som monotypisk, det vill säga att den inte delas in i några underarter.

### Släktestillhörighet
Skogssvalan placeras traditionellt i släktet Petrochelidon, men genetiska studier visar att den istället är systerart till hussvalorna i Delichon. Tongivande Clements et al har implementerat dessa resultat i sin världslista och flyttat skogssvalan till det egna släktet Atronanus. 2023 följde även International Ornithological Congress (IOC) efter.

## Levnadssätt
Skogssvalan hittas i låglänt regnskog, mindre vanligt vid skogsbryn och i bergsskogar. Den är den enda svalan som kan ses flyga likt en fladdermus under trädtaket inne i skogen. Fågeln påträffas ofta häcka under klippblock, i grottor och på liknande platser i regnskogen.

## Status och hot
Arten har ett stort utbredningsområde, men tros minska i antal, dock inte tillräckligt kraftigt för att den ska betraktas som hotad. Internationella naturvårdsunionen IUCN listar arten som livskraftig (LC).